# U-2321
U-2321 – niemiecki okręt podwodny (U-Boot) typu XXIII z okresu II wojny światowej.

## Historia
Położenie stępki nastąpiło 10 marca 1944 roku w stoczni Deutsche Werft w Hamburgu; wodowanie 17 kwietnia 1944. Okręt wszedł do służby 12 czerwca 1944 roku.
U-2331 odbył 1 patrol bojowy. Prawie miesiąc po opuszczeniu bazy w Horten, 5 kwietnia 1945 roku zatopił jeden statek (nieeskortowany brytyjski frachtowiec „Gasray”, 1406 BRT).
U-2321 poddał się 9 maja 1945 roku w Kristiansand-Süd (Norwegia), 29 maja został przebazowany do Loch Ryan (Szkocja). Zatopiony 27 listopada 1945 roku w ramach operacji Deadlight ogniem artyleryjskim niszczycieli HMS „Onslow” i ORP „Błyskawica”.